# Harrisburg (Dakota du Sud)
Pour les articles homonymes, voir Harrisburg (homonymie).
Harrisburg est une ville américaine située dans le comté de Lincoln, dans l'État du Dakota du Sud.

## Histoire
Harrisburg doit son nom à son premier receveur des postes. La ville porte le nom de Salina de 1879 à 1882, puis de Springdale jusqu'en 1890, avant de retrouver son nom d'origine.

## Démographie
| 1910 | 1920 | 1930 | 1940 | 1950 | 1960 |
| ---- | ---- | ---- | ---- | ---- | ---- |
| 164  | 193  | 205  | 241  | 274  | 313  |

| 1970 | 1980 | 1990 | 2000 | 2010  | - |
| ---- | ---- | ---- | ---- | ----- | - |
| 338  | 558  | 727  | 958  | 4 089 | - |

Selon le recensement de 2010, Harrisburg compte 4 089 habitants. La municipalité s'étend sur 2,48 milles carrés (6,42 km2).